# Dipinacia schiniodes
Dipinacia schiniodes är en fjärilsart som beskrevs av Paul Dognin 1907. Dipinacia schiniodes ingår i släktet Dipinacia och familjen nattflyn. Inga underarter finns listade i Catalogue of Life.